# Ed Gordon
Ed Gordon (Edward Lansing Gordon Jr.; * 1. Juli 1908 in Jackson, Mississippi; † 5. September 1971 in Detroit, Michigan) war ein US-amerikanischer Weitspringer und Olympiasieger. 
Bei den Olympischen Spielen 1928 in Amsterdam wurde er mit 7,32 Meter Siebter, und 1932 siegte er bei den Olympischen Spielen in Los Angeles. Mit 7,64 Meter lag er vier Zentimeter vor dem Zweiten, seinem Landsmann Lambert Redd. Der japanische Weltrekordhalter Chuhei Nambu lag mit 7,45 Meter als Dritter schon deutlich zurück.
1929 und 1932 gewann er die Meisterschaft der Amateur Athletic Union (AAU). 1938 und 1939 gewann er den Hallentitel der AAU.
Ed Gordon war 1,90 m groß und wog in seiner aktiven Zeit 82 kg.